# Martha Mears (actrice)
Pour les articles homonymes, voir Martha Mears.
Martha Mears, née le 18 juillet 1910 à Mexico et morte le 13 décembre 1986, est une chanteuse contralto américaine, ayant également participé à de nombreuses productions cinématographiques entre les années 1930 et les années 1950.

## Biographie
Originaire du Missouri, Martha Mears s’installe chez sa grand-mère à l’âge de quatre ans, à la suite du décès de sa mère. Cinq ans plus tard, elle rejoint sa tante et un oncle à Moberly. Elle commence à prendre des cours de chant dès l'âge de 15 ans. Elle obtient un diplôme du Moberly Junior College et de la High School de Moberly. En 1933, elle est diplômée de l'Université du Missouri avec l'intention de devenir enseignante. Elle se rend alors à New York afin de trouver un emploi dans l'éducation mais échoue dans ses démarche. Elle trouve cependant un emploi au sein de l'émission Stars of Tomorrow de Gus Edwards.

## Carrière musicale
Martha Mears se produit régulièrement sur les stations de radio KFRU à Columbia, et WIL-FM à St. Louis, avant qu'une interview en 1934 ne l'a mène à un contrat avec la NBC Red Network,. Elle participe à des programmes comme Al Pearce et His Gang, The Baker's Broadcast (également connu sous le nom de Joe Penner Show), It Happened in Hollywood, Ten-Two-Four Ranch, The Colgate House Party, The Old Gold Program, The General Foods Show, Bob Ripley, Phillip Morris et Radio Rodeo. Pendant la Seconde Guerre mondiale, Martha Mears est présente sur plusieurs programmes et créations produits par le service de radio des forces armées américaines. 

## Carrière cinématographique
Martha Mears est également la voix chantée de nombreuses actrices de cinéma, notamment en chantant pour Marjorie Reynolds au début de White Christmas dans le film Holiday Inn de 1942, pour Rita Hayworth dans Cover Girl en 1944, et pour deux des chansons de Lucille Ball dans DuBarry Was a Lady en 1943. Ses autres crédits de film incluent le doublage des voix chantantes d'actrices telles que Claudette Colbert, Loretta Young, Hedy Lamarr, Veronica Lake et Eva Gabor,,,. 

## Filmographie
Parmi une liste non exhaustive :
- 1939 : Zaza de George Cukor : Claudette Colbert pour Hello, My Darling
- 1941 : Road Show de Hal Roach : Carole Landis pour I Should Have Known You Years Ago
- 1941 : L'Escadrille des jeunes (I Wanted Wings) de Mitchell Leisen : Veronica Lake pour Born to Love
- 1941 : Pacific Blackout de Ralph Murphy : Eva Gabor pour I Met Him in Paris
- 1941 : The Parson of Panamint de William C. McGann : Ellen Drew pour My Sweetheart's the Man in the Moon, It's in the Cards, Merry-Go-Round et Rock of Ages
- 1941 : South of Tahiti de George Waggner : Maria Montez pour Melahi
- 1942 : Four Jacks and a Jill de Jack Hively : Anne Shirley pour Karanina et You Go Your Way, Wherever You Go.
- 1942 : Call Out the Marines de Frank Ryan et William Hamilton : Dorothy Lovett pour The Light of My Life et Hands Across the Border.
- 1942 : This Gun for Hire de Frank Tuttle : Veronica Lake pour I've Got You et Now You See It, Now You Don't.
- 1942 : Star Spangled Rhythm de George Marshall et  A. Edward Sutherland : Veronica Lake pour A Sweater, a Sarong, and a Peek-a-Boo Bang.
- 1942 : Holiday Inn de Mark Sandrich : Marjorie Reynolds de White Christmas, (Come To) Holiday Inn, Happy Holidays et Abraham.
- 1942 : The Big Street d'Irving Reis :  Lucille Ball pour Who Knows?.
- 1943 : They Got Me Covered de David Butler : Marion Martin pour Palsy Walsy.
- 1943 : The Fallen Sparrow de Richard Wallace pour Martha O'Driscoll.
- 1943 : Two Tickets to London d'Edwin L. Marin pour Michèle Morgan pour You Don't Know What Love Is.
- 1943 : Silver Skates de Leslie Goodwins : Patricia Morison pour A Girl Like You, A Boy Like Me.
- 1943 : Action in the North Atlantic de Lloyd Bacon, Byron Haskin et Raoul Walsh : Julie Bishop pour Night and Day.
- 1943 : Higher and Higher de Tim Whelan : Michèle Morgan pour It's a Most Important Affair, Today I'm a Debutante, You're On Your Own et Minuet in Boogie.
- 1943 : DuBarry Was a Lady de Cole Porter : Lucille Ball pour DuBarry Was a Lady et Madame, I Like Your Crepe Suzettes.
- 1944 : Cover Girl de Charles Vidor : Rita Hayworth pour The Show Must Go On, Sure Thing, Make Way for Tomorrow, Long Ago (and Far Away) et Poor John.
- 1945 : Tonight and Every Night de Victor Saville : Rita Hayworth pour Tonight and Every Night, What Does an English Girl Think of a Yank?, You Excite Me, The Boy I Left Behind et Cry and You Cry.
- 1945 : Bring on the Girls de Sidney Lanfield : Marjorie Reynolds pour You Moved Right In.
- 1946 : Meet Me On Broadway de Leigh Jason : Marjorie Reynolds pour Fifth Avenue.
- 1946 : Nocturne d'Edwin L. Marin : Virginia Huston pour Nocturne, Why Pretend et A Little Bit is Better than None.
- 1947 : The Gangster de Gordon Wiles, Belita pour Paradise.
- 1948 : Isn't It Romantic? de Norman Z. McLeod : Veronica Lake pour Miss Julie July, Indiana Dinner et At the Nickolodeon.
- 1948 : The Saxon Charm : Audrey Totter pour I'm In The Mood For Love.
- 1948 : Mr. Peabody and the Mermaid d'Irving Pichel : Andrea King pour The Caribee.
- 1948 : The Countess of Monte Cristo de Fred de Cordova et Andrew L. Stone : Sonja Henie pour Count Your Blessings et Who Believes in Santa Claus.
- 1949 : My Foolish Heart de Mark Robson pour My Foolish Heart.
- 1951 : Under The Gun de Ted Tetzlaff : Audrey Totter pour I Cried For You.
- 1951 : My Favorite Spy de Norman Z. McLeod : Hedy Lamarr pour Just A Moment More.
- 1951 : Half Angel de Richard Sale : Loretta Young pour Castle In The Sand.